# ジェイムズ・ハミルトン (第4代ハミルトン公爵)

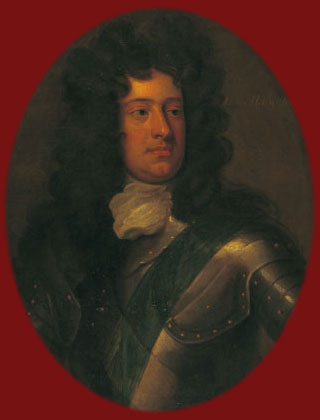
4代ハミルトン公ジェイムズ・ハミルトン

第4代ハミルトン公爵ジェイムズ・ハミルトン（英語: James Hamilton, 4th Duke of Hamilton、1658年4月11日 - 1712年11月15日）は、スコットランド及びイギリスの貴族、政治家。
1658年から1698年までアラン伯爵の儀礼称号を使用した。

## 経歴

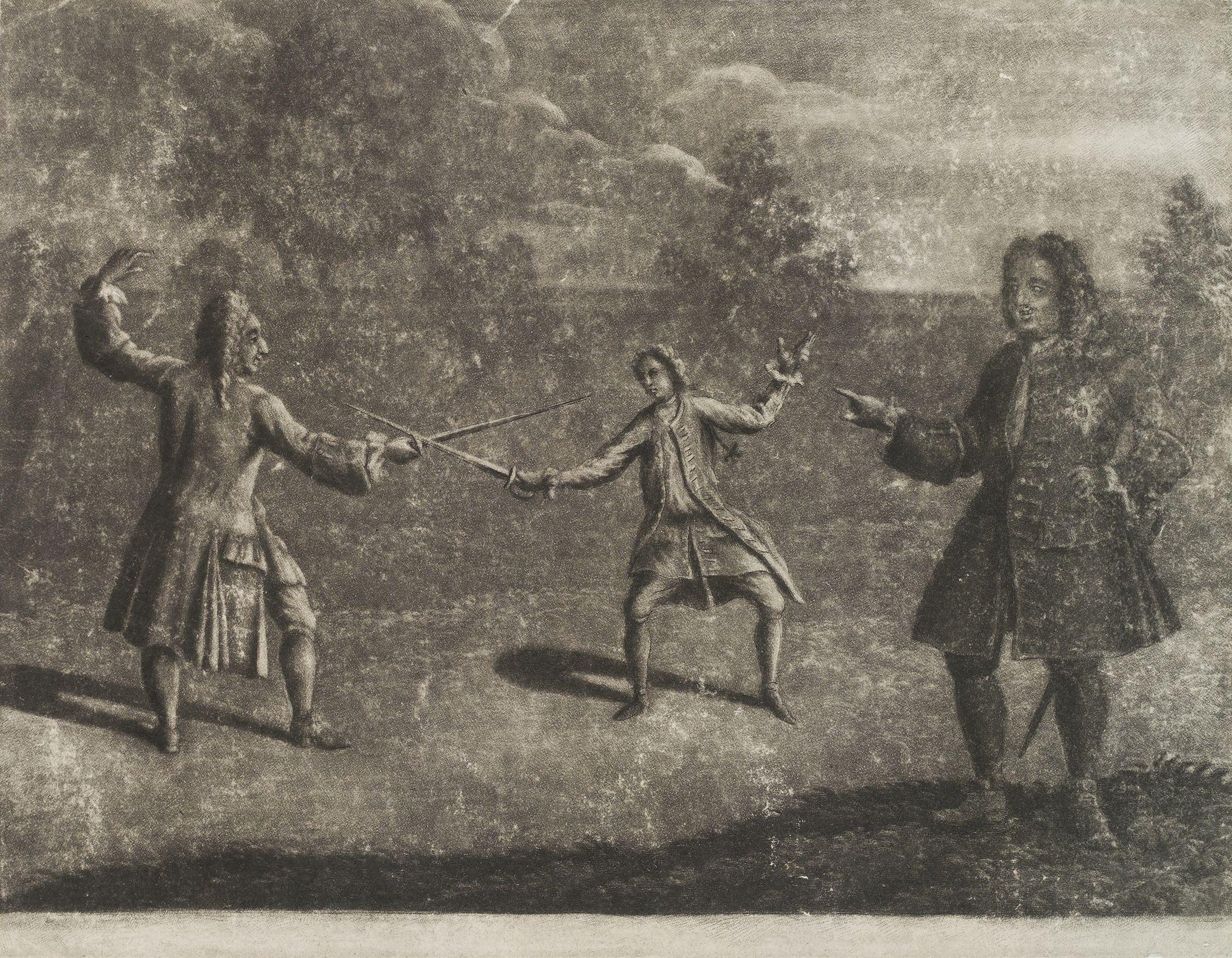
1712年11月15日のハミルトン公と第4代モーン男爵チャールズ・モーンの決闘を描いた絵画。

1658年4月11日、初代セルカーク伯爵ウィリアム・ダグラス＝ハミルトンとその妻第3代ハミルトン女公爵アン・ハミルトンの間の長男として生まれる。イギリスの陸軍元帥でオークニー伯爵ジョージ・ダグラス＝ハミルトンは弟。
グラスゴー大学を卒業。
1679年から1688年までジェントルマン・オブ・ベッドチェンバーを務めた。1683年から1685年までパリに公使として派遣された。1685年には騎兵連隊の大佐となり、1688年には少将に昇進。1688年から1689年にかけては衣服長官を務めた。
彼は1689年の名誉革命でジェイムズ2世がロチェスターへ逃れた際に同行した4人の貴族の一人だった。これは父の立場に反してのことだった。1693年には中将に昇進。1699年から1702年にかけては再びジェントルマン・オブ・ベッドチェンバーを務めた。
1698年7月9日、第4代ハミルトン公爵を継承した。1700年からはスコットランド議会の議員となる。同議会でイングランドとスコットランドの合併に強硬に反対し、反対派議員の中心人物となった。しかし1705年9月1日の議会では彼は突然合併賛成派に転じた。これをきっかけに合併は一気に軌道に乗った。ハミルトン公の突然の豹変は脅迫されたとか、買収されたとか、合併不可避と判断して諦めたとか様々な説があるが、確かなことはわかっていない。
合併後の1708年から1712年まで貴族代表議員としてグレートブリテン王国貴族院議員となる。さらに1711年9月10日にはグレートブリテン貴族爵位ブランドン公爵に叙せられたことで、終身の貴族院議員となった。
1712年8月には駐フランス大使となったが、その年に死去することになったため実際に職務を取ることはなかった。1712年9月には補給庁長官を兼務し、10月にはガーター勲章を受勲した。
ハミルトン公はトーリー党の有力者であり、ホイッグ党の有力者第4代モーン男爵チャールズ・モーンとは政敵の関係にあったうえ、第2代マクルズフィールド伯爵チャールズ・ジェラードの土地相続をめぐって争う関係にあった。当時の宰相はトーリー党の初代オックスフォード伯爵＝モーティマー伯爵ロバート・ハーレーだったのでハミルトン公が相続争いの訴訟を有利に進めていたが、モーン卿は「紳士としての名誉を傷つけられた」としてハミルトン公に決闘を申し込み、ハミルトン公がこれに応じたことで両者は1712年11月15日にロンドン・ハイド・パークにおいて決闘することになった。この決闘でハミルトン公はモーン卿の腹を刺して彼を殺害することに成功したが、モーン卿の介添人ジョージ・マッカートニーとハミルトン公の介添人ジョン・ハミルトンも剣を抜いて争いになり、ジョン・ハミルトンに剣を叩き落されたマッカートニーが剣を拾うやハミルトン公を刺した。ハミルトン公はこの傷による出血多量で死亡した。その後マッカートニーは国外へ逃れ、逮捕されたジョン・ハミルトンはマッカートニーを殺人者と批判したが、ホイッグ党政権になるとマッカートニーは帰国して自分は公爵を殺していないという主張を押し通している。
爵位は長男のジェイムズ・ハミルトンが継承した。

## 栄典

### 爵位
1698年7月9日に母アン・ハミルトンから以下の爵位を継承した。
- 第4代ハミルトン公爵（4th Duke of Hamilton）
(1643年4月12日の勅許状によるスコットランド貴族爵位)
- 第4代クライズデール侯爵（4th Marquess of Clydesdale）
(1643年4月12日の勅許状によるスコットランド貴族爵位)
- 第3代ラナーク伯爵（3rd Earl of Lanark）
(1639年3月31日の勅許状によるスコットランド貴族爵位)
- 第4代アラン＝ケンブリッジ伯爵（4th Earl of Arran and Cambridge）
(1643年4月12日の勅許状によるスコットランド貴族爵位)
- 第3代マッカンジリー＝ポルモント卿（3rd Lord Machanshire and Polmont）
(1639年3月31日の勅許状によるスコットランド貴族爵位)
- 第4代エイヴェン＝インナーデール卿（4th Lord Aven and Innerdale）
(1643年4月12日の勅許状によるスコットランド貴族爵位)

1711年9月10日に以下の爵位を新規に叙された。
- 初代ブランドン公爵（1st Duke of Brandon）
(1711年9月10日の勅許状によるグレートブリテン貴族爵位)
- チェスターのパラティン州におけるダットンの初代ダットン男爵（1st Baron Dutton, of Dutton in the County Palatine of Chester）
(1711年9月10日の勅許状によるグレートブリテン貴族爵位)

### 勲章
- 1687年5月29日、シッスル勲章ナイト(KT)
- 1712年10月26日、ガーター勲章ナイト(KG)[2]

## 家族
1687年に第2代サンダーランド伯爵ロバート・スペンサーの娘アンと結婚したが子供はなかった。
1698年に第5代ジェラード男爵ディグビー・ジェラードの娘エリザベスと再婚し、彼女との間に以下の7子を儲けた。
- 第1子(長女)エリザベス・ハミルトン (1699–1702)
- 第2子(次女)キャサリン・ハミルトン (1700頃–1712)
- 第3子(三女)シャーロット・ハミルトン (1701頃–1774) ： 庶民院議員チャールズ・エドウィン（英語版）と結婚[6]
- 第4子(長男)ジェイムズ・ハミルトン (1703–1743) ： 第5代ハミルトン公爵
- 第5子(次男)ウィリアム・ハミルトン (1705頃–1734)
- 第6子(四女)スーザン・ハミルトン (1706–1753)
- 第7子(三男)アン・ハミルトン (1709–1748) ： 13代ハミルトン公爵とその後の当主たちの先祖

また非嫡出子として初代準男爵ジェイムズ・アバークロンビー(1680-1724)とチャールズ・ハミルトン(1691-1754)の2子がある。